# Anourosorex squamipes
Espèce
Statut de conservation UICN

 LC  : Préoccupation mineure
Anourosorex squamipes Milne-Edwards, 1872, est une espèce de musaraignes à dents rouges (Soricidae) (à distinguer des Myosoricinae, les musaraignes à dents rouges africaines).